# Die Glocken von Coaltown
Die Glocken von Coaltown (Originaltitel: The Miracle of the Bells) ist ein US-amerikanisches Filmdrama aus dem Jahre 1948. Der Film entstand nach dem Bestseller-Roman Miracle of the Bells von Russell Janney.

## Handlung
Die Polin Olga Treskovna lebt in Coaltown, Pennsylvania. Die Stadt ein verschlafenes Nest ohne große Zukunft. Olga träumt davon ein Star in Hollywood zu werden und ihrem Heimatstädtchens damit zu Ruhm zu verhelfen. Sie zieht aus nach Hollywood und erhält die Titelrolle in einem Film über das Leben der Jeanne d’Arc. Kurz bevor der Film zu Ende gedreht wurde, stirbt Olga plötzlich. Der Produzent des Films Marcus Harris möchte nun die Rolle mit einem bekannten Star neu besetzen. Dem widersetzt sich der Presseagent Bill Dunnigan, doch er kann Harris nicht überzeugen. Er fährt nach Coaltown, um mehr über das Leben von Olga Treskovna zu erfahren. Er trifft dort auf die Trauergemeinde und den Priester Paul. Father Paul lässt die Glocken für Olga drei Tage lang ununterbrochen läuten. Als am dritten Tage zwei Statuen in der Kirche ihre Köpfe neigen und auf die aufgebahrte tote Olga blicken, wird dies als Wunder angesehen. Filmproduzent Harris ist nun doch überzeugt, dass er mit dem Film noch Geld verdienen kann. Er bringt ihn schließlich heraus und der Film wird ein sensationeller Erfolg. Und das Städtchen Coaltown berühmt.

## Hintergrund
Die Außenaufnahmen für den Film wurden 1947 rund um die 1909 erbaute Michaelskirche des Bergbaustädtchens Glen Lyon im Luzerne County im Bundesstaat Pennsylvania gedreht. Die Kirche wurde 2004 abgerissen; ihre Glocken, die dem Film seinen Namen gaben, werden seither in der Kirche Our Lady of Grace in der Nachbarstadt Hazleton aufbewahrt.
Im Film wird das polnische Volkslied Powrót von Kazimierz Lubomirski zweimal a cappella gesungen; zunächst in der polnischen Version von Alida Valli, dann in einer englischen Fassung als Ever Homeward von Frank Sinatra. Die Melodie wurde dazu von Jule Styne adaptiert, der englische Text von Sammy Cahn geschrieben; das Arrangement stammt von Constantin Bakaleinikoff. 1948 veröffentlichte Sinatra bei Columbia Records auch eine im Dezember 1947 mit Orchester eingespielte, von Axel Stordahl arrangierte Fassung von Ever Homeward, in der er neben dem englischen auch einige Verse des polnischen Textes singt.
Auf der Basis des Filmdrehbuchs entstand 1948 eine Hörspielfassung des Films mit Beteiligung der Hauptdarsteller, die im Mai 1948 im Radio im Rahmen der Reihe Lux Radio Theater auf CBS ausgestrahlt wurde.

## Kritiken
„Sorgfältig inszenierte erbauliche Geschichte mit Hang zu Sentimentalitäten und rührseligen Liedern.“